# Плащ
Плащ:

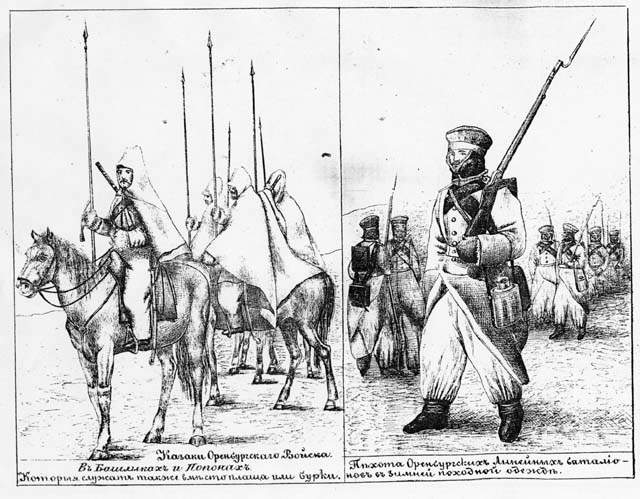
Казаки оренбургского войска в башлыках и попонах, которые служат также вместо плаща или бурки, и пехота Оренбургских линейных батальонов в зимней походной одежде, 1839 — 1840 годы

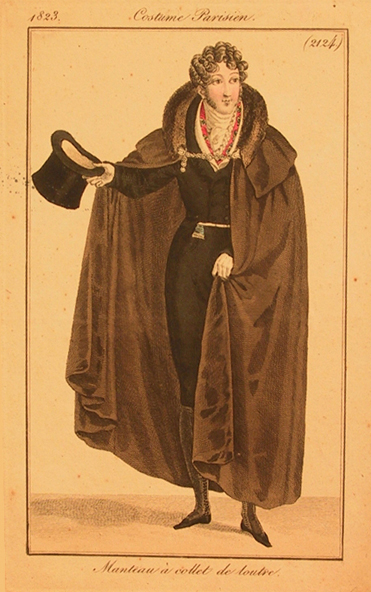
Вечерний плащ или мантия из Парижского костюма, 1823

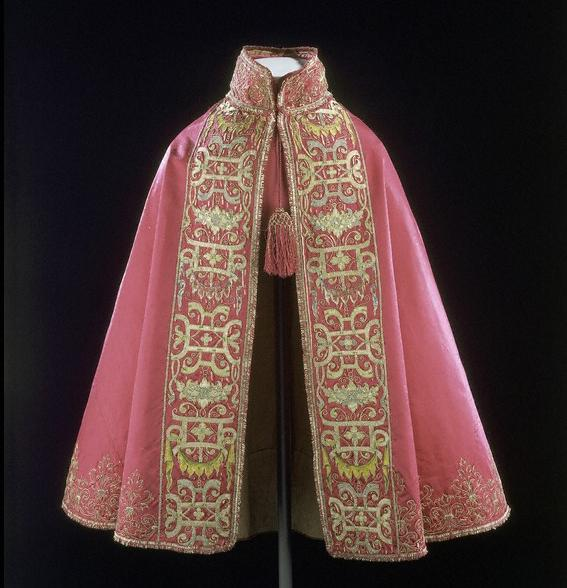
Плащ, 1580-1600 гг., Музей Виктории и Альберта

1. Историческая одежда, представляющая собой накидку из шерстяного сукна, часто с капюшоном, предназначенную для защиты от холода и непогоды.
2. Лёгкая заспинная накидка, которая несёт в себе эстетическую функцию.
3. Предмет верхнего платья и классического гардероба, одежда с рукавами, длинная или не очень, предназначенная для носки в дождливую, прохладную и ветреную погоду.

## История
Плащ является символом и излюбленной одеждой философов.
Одним из видов плаща является хламида (др.-греч. χλαμύς, лат. chlamys, chlamydis «плащ»):
1. древнегреческая мужская верхняя одежда в виде плаща из плотной белой шерстяной или льняной ткани, которая надевается поверх хитона, на правом или левом плече

Хламида является одеждой воина и путешественника. Представляет собой прямоугольный кусок ткани, спадающий вниз мягкими складками, закреплённый узлом или застёжкой-фибулой на правом плече или на груди. Края хламиды могли украшаться каймой из орнаментальных полос. У римских воинов называлась лацерной — римская накидка с капюшоном, которая надевалась во время дождя поверх тоги.
Упоминание плаща было даже в шумерской цивилизации, но внешний вид тех плащей значительно отличался от современных плащей. В те далекие года плащ был выполнен в виде специальной меховой накидки с достаточно длинным ворсом. В Византии на плащах делалась специальная нашивка — таблион, отражавшая знатное происхождение носителя плаща.
Исторически плащ — это широкая распашная одежда без рукавов. В таком значении слово используется и сейчас. Одним из вариантов такой одежды являются армейские плащ-палатки. Плащ из прорезиненной ткани входит в состав общевойскового защитного комплекта.
На Руси письменным источникам были известны древнерусские мужские накидки: корзно (длинный, почти до пят, застёгивавшийся на правом плече плащ), мятль, луда (плащ из тяжёлой парчи или с золотной вышивкой), манатья (одежда духовенства), коц (княжеский плащ), япкыт (войлочный плащ). В начале XX века плащом называли широкую верхнюю накидку, круглую безрукавную епанчу, шинель, охабень или вообще любую просторную одежду, защищающую от непогоды.
Существует несколько разновидностей плащей, так, например, плащ из прорезиненной ткани называется макинтош, названный так в 30-е годы XIX века по имени изобретателя ткани шотландского химика Чарльза Макинтоша.

## Разновидности
- Плащ-палатка
- Плащ-накидка
- Бурка
- Тренчкот
- Макинтош
- Однобортный плащ
- Полуплащ